# Esparsa
Esparsa o esparza, es un poema monoestrófico de ascendencia trovadoresca que evoluciona junto a la canción y el villancico. Tiene origen occitano, aunque la forma castellana sólo se remonte a ella indirectamente. 
Es precursora del madrigal y del epigrama. Su nombre equivale en provenzal a copla suelta, se escribe esparça en el Cancionero de Palacio y esparsa en el Cancionero general.
No se menciona en el Cancionero de Baena. Es generalmente una copla de arte menor, real o mixta. 

## Clasificación
Composición breve generalmente compuesta por una sola estrofa de versos octosílabos con rima consonante. Algunas esparsas aparecen provistas de una tornada, común en otras literaturas como la catalana, lo que parece apuntar que su origen se debió producir en torno a la corte aragonesa. 
Suele ser de tema amoroso, aunque también se observan composiciones con temas religiosos, satíricos… ejemplos de ellas son las esparsas morales de Santa Fe, las religiosas de Tallante, y las de circunstancias de Tapia o Crespí de Valldaura.

## Historia y evolución. Cronología de uso
Principalmente tiene difusión a partir del siglo XV, y su evolución es paralela a la de la canción. Con el paso de pocas décadas, su presencia se va consolidando y también su morfología: pierde la tornada y se concentra en una estrofa amplia, de ocho o más versos, subdividida en dos semiestrofas.
Es posible que la escuela galaico-portugués cultivase la esparsa, pero el desconocimiento del término genérico correspondiente impide convertirla en ascendiente directa del castellano. Sin embargo, los poetas catalanes de los siglos XIV y XV la cultivaron a menudo.  Solía estar escrita en decasílabos y tenía por lo general dos semiestrofas según el esquema ABBACDDC . En alguna ocasión las dos semiestrofas o una sola de ellas (especialmente la segunda) pueden tener cinco versos o incluso seis; en algún otro caso, la segunda semiestrofa consta de dos “pareados” o tiene rimas alternas. En el cancionero bilingüe BM1 pueden aparecen algunas esparsas catalanas.

## Ejemplos en textos
Las esparsas más antiguas podrían ser dos poemas monoestróficos de Santillana de tema amoroso  (de datación desconocida) o las de Pedro de Santa Fe, también de tema amoroso (1420-1430). Santa Fe escribe una de tema moral («El cativo que s’esfuerça»).
Los cancioneros de mediados de siglo nos han transmitido alguna esparsa más, como la anónima «Sobras verdad e firmeza». En la época de Enrique IV hay que situar las de Jorge Manrique («Yo callé males sufriendo», «Hallo que ningún poder», «Callé por mucho temor», «Pensando, señora en vós» y «Qué amador tan desdichado») y una de Juan Álvarez Gato, «El compassar es medir».
Durante el reinado de los Reyes Católicos se incrementa su uso: Luis de Vivero —«Con qué tristura diré» y «Oh ravioso despedir»—, Rodrigo de Cota —«Vista ciega, luz escura»—, Hernán Mexía —«El amor me ha de turar» y «Siendo mi passión tan clara»—, Quirós —«Quando de reposo posa»—, Diego López de Haro —«Veys aquí do buelvo yo»—, Tapia —«Gran señor muy más real»—, Juan Tallante —«Perenal fuente sellada»—, Crespí de Valldaura —«Las aguas terribles y nieblas escuras»—, la anónima —«Sepa el rey y sepan todos»—, Lope de Sosa —«Quantos fuistes y venistes»— y Garci Sánchez de Badajoz —«El grave dolor estraño»— 
La mayoría de estas composiciones se recogen en el Cancionero general.
LX. Guevara
Aunque escribía en tiempo de Enrique IV, su obra se conserva en el Cancionero General, número 215.
E S P A R S A
Las aves andan bolando,
cantando canciones ledas,
las verdes hojas temblando,
las aguas dulces sonando,
los pavos hacen las ruedas;
yo sin ventura amador,
contemplando mi tristura,
dessago por mi dolor
la gentil rueda damor,
que hize por mi ventura.
Esparza de arte menor de Rodrigo Cota sobre la definición del amor, Cancionero general, núm. 126
Vista ciega, luz escura,
gloria triste, vida muerta,
ventura de desventura,
lloro alegre, risa incierta,
hiel sabrosa, dulce agrura,
paz y yra y saña presta,
es amor, con vestidura
de gloria, de pena cuesta.
Esparsa de Jorge Manrique
Pensando ¡Señora! En vos,
ví en el Cielo una cometa,
es señal, que manda Dios
que pierda miedo y cometa
à declarar el desseo,
que mi voluntad desea,
por que jamás no me vea
vencido, como me veo
en esta fuerte pelea,
que yo comigo peleo.